# Peponium caledonicum
Peponium caledonicum là một loài thực vật có hoa trong họ Cucurbitaceae. Loài này được (Sond.) Engl. mô tả khoa học đầu tiên năm 1897.